# X (Show Xbox)
X es el nombre de un show realizado cada año (excepto en 2004) por Microsoft. Es el escaparate de productos de las videoconsolas Xbox y para la presentación de nuevos juegos y de contenidos adicionales de sus juegos ya recién lanzados. Los eventos X0 son celebrados en diferentes ciudades del mundo.

## X01
X01 fue celebrado en Cannes, Francia en octubre de 2001, antes del lanzamiento de Xbox, para generar expectación con la consola. Un nuevo juego es anunciado con el título de trabajo de Project Ego, el cual se convierte más adelante en Fable, como también Brute Force. Otros juegos que encabezaron el programa incluyeron Rallisport Challenge, Project Gotham Racing, Fuzion Frenzy, Azurik: Rise of Perathia, NFL Fever 2002, NBA Inside Drive 2002, Nightcaster: Defeat the Darkness, Halo: Combat Evolved, Blood Wake, Amped: Freestyle Snowboarding , y Oddworld: Munch's Oddysee.
Otros editores de juegos también mostraron juegos de Xbox, el más notable es SEGA, con una presentación de Jet Set Radio Future, Sega GT 2002 y GunValkyrie

## X02
X02 fue celebrado en Sevilla, España en septiembre de 2002, estando enfocado a Xbox Live. Se dieron a conocer planes específicos para Xbox Live en Europa, así como la altamente controvertida compra de Rare por $ 375 millones. Se anunciaron cuatro de los juegos de Rare en desarrollo, Kameo: Elements of Power, Grabbed by the Ghoulies, Conker: Live & Reloaded y Perfect Dark Zero. Se anunció que Project Ego se llamaría Fable, así como los anuncios de Sudeki, Halo 2 y Project Gotham Racing 2 y por último mostraron un avance de Splinter Cell de Tom Clancy en multijugador con el soporte de Xbox Live, y el último juego cancelado B.C. fue discutido
Con Xbox Live como el foco principal, se hicieron algunos anuncios, como las especificaciones del servidor y el desarrollo de más de 50 juegos habilitados para Xbox Live. Se hizo un anuncio sutil hacia la Xbox 360, donde Microsoft declaró que obtendrán una ventaja en PlayStation 3 y que esperan que cada juego, dentro de 5 años, tenga conocimiento de Xbox Live.

## X03
X03 fue celebrado en el sur de Francia en 2003, con más de 100 presentaciones de juegos, incluyendo Halo 2, y discusiones sobre la temporada de Navidad de Xbox. El primer torneo de Xbox Live se lleva a cabo en Tom Clancy's Ghost Recon: Island Thunder. Los juegos presentados incluyen RalliSport Challenge 2, Amped 2, Project Gotham Racing 2, Conker: Live & Reloaded, Grabbed by the Ghoulies, Kameo: Elements of Power, Perfect Dark Zero, Dead Or Alive: Online, Fable, Halo 2, NFL Fever 2004 , NBA Inside Drive 2004, NHL Rivals 2004, Links 2004, Deus Ex: Invisible War, Ninja Gaiden, Dancing Stage Unleashed, Counter-Strike, Top Spin y Xbox Music Mixer.

## X05
Después de la no existencia de X04, X05 continuó en Ámsterdam, Países Bajos enfocándose fuertemente sobre la Xbox 360, la cual había sido revelada ya en MTV y mostrado en el E3. Se presentaron demos alpha de los juegos de lanzamiento de la Xbox 360, entre ellos. Los juegos que se muestran incluyen Dead or Alive 4, Amped 3, Quake 4, Project Gotham Racing 3, Battlefield 2: Modern Combat, Call of Duty 2, Burnout Revenge, Need for Speed Most Wanted, Full Auto, Kameo: Elements of Power, The Godfather , Gun, Tony Hawk's American Wasteland, Elder Scrolls IV: Oblivion, Ridge Racer 6, FIFA 06, Madden NFL 06, NBA Live 06, Tiger Woods PGA Tour 06, NBA 2K6, Alan Wake, Gears of War, Saints Row y Perfect Dark Zero entre otros, incluido el primer video de Mass Effect 2 años antes del lanzamiento.

## X06
X06 se realizó entre el 27 de septiembre y el 28 de septiembre de 2006, en Barcelona, España. El programa presentó juegos como Fable II, Halo 3, Forza Motorsport 2, Crackdown, Shadowrun, Project Gotham Racing 4, Viva Piñata, Grand Theft Auto IV, Grand Theft Auto: Episodes from Liberty City, Mass Effect, Alan Wake y Gears of War. 
El espectáculo también contó con varios anuncios notables como Halo Wars, Halo Chronicles, Banjo-Kazooie: Nuts & Bolts, BioShock, Splinter Cell Double Agent, Splinter Cell Conviction, Assassin's Creed mostrándose con gameplay y El anuncio de HD DVD Drive costará $ 199 con el control remoto y la película King Kong de Peter Jackson

## X07
El evento X07 tuvo lugar en Toronto, Canadá, el 28 de agosto. Sin embargo, este X07 no tiene nada que ver con la variante europea que se canceló en 2007, fue más pequeña y no se organizó de la misma manera.

## X08
Entre el 21 de agosto y el 22 de agosto, Microsoft organizó el X08 en Canadá. Este espectáculo canadiense no tiene relación con su equivalente europeo y se usó para mostrar la alineación de otoño de la Xbox 360 a la audiencia canadiense.

## X09
El evento X09 tuvo lugar en Toronto, Canadá, el 1 de octubre.

## X10
El evento X10 tuvo lugar en Toronto, Canadá, el 19 de agosto.

## X11
El show X10 se llevó a cabo el 11 de febrero de 2010 en el Terra Event Center en San Francisco, Estados Unidos, entre los juegos que se incluyen son: Halo: Reach, Splinter Cell de Tom Clancy: condena, Fable III, Final Fantasy XIII, Crackdown 2, Alan Wake, Lost Planet 2, Block Party, Game Room, Perfect Dark, Scrap Metal y Toy Soldiers.

## X018 Ciudad de México
Tras un buen tiempo sin realizarse un evento de Xbox, Phil Spencer durante un Inside Xbox del 25 de septiembre de 2018, anuncia que los eventos enfocados a Xbox regresarían conservando la tradición de organizarse en diferentes capitales de distintos países del mundo, iniciando en la Ciudad de México, México. Se organizó en el 10 de noviembre de 2018, anunciando nuevos juegos de desarrolladoras de tercera, nuevas expansiones de diferentes juegos, nuevos juegos que llegaran a Xbox Game Pass y la adquisición de 2 nuevos estudios Obsidian Entertainment e Inxile Entertainment.

## X019 Londres
El show X019 se organizó en Londres, Reino Unido, iniciando en el día 14 de noviembre finalizando en el día 19 del mismo mes del año 2019, iniciando con la presentación de Project xCloud con muchas novedades, así como el anunció de dos nuevos juegos de Xbox Game Studios, Grounded desarrollado por Obsidian Entertainment y Tell Me Why desarrollado por Dontnod Entertainment y juegos de desarrolladoras de tercera e indies. También se anunció de oficialmente la formación del estudio World's Edge enfocada en dirigir la serie de videojuegos de estrategia en tiempo real Age of Empires.
- Datos: Q10751318
- Multimedia: X06 / Q10751318